# Phylloclusia quadrivittata
Phylloclusia quadrivittata är en tvåvingeart som beskrevs av Masahiro Sueyoshi 2006. Phylloclusia quadrivittata ingår i släktet Phylloclusia och familjen träflugor. Inga underarter finns listade i Catalogue of Life.